# Dreams come true (Hey! Say! JUMP單曲)
「Dreams come true」是Hey! Say! JUMP的第2張單曲。於2008年5月21日由J Storm發售。

## 概要
「Dreams come true」是2008年5月17日開幕的『北京奧運會排球世界最終預選』（富士電視系列/TBS系列）的印象歌曲。

## 收錄曲

### 初回限定盤
1. Dreams come true
  - 作詞: 久保田洋司、作曲: 馬飼野康二、編曲: CHOKKAKU

DVD
1. 「Dreams come true」音樂影片Making

### 通常盤
1. Dreams come true
2. 俺たちの青春 - 髙木雄也
  - 作詞: 久保田洋司、作曲: 馬飼野康二、編曲: 石塚知生
  - 日本電視台開局55周年記念節目『ごくせん』插入歌。
3. Chance to Change
  - 作詞: MSS、作曲: 馬飼野康二、編曲: 岩田雅之
4. Dreams come true（オリジナル・カラオケ）
5. 俺たちの青春（オリジナル・カラオケ）
6. Chance to Change（オリジナル・カラオケ）

## 外部連結
- Dreams come true - J Storm